# A nu passo d' 'a città
A nu passo d' 'a città è un album di Nino D'Angelo, pubblicato nel 1997.

## Tracce
1. Chesta sera – 4:49 (N.D'Angelo/A.Venosa)
2. 'E canzone d'ammore – 4:23 (N.D'Angelo/C.Tortora/N.D'Angelo)
3. Nera nera – 4:16 (N.D'Angelo/G.Mobilia)
4. Nun ce putimme lassa' – 3:50 (N.D'Angelo)
5. Sott' 'e lente 'e ll'estate – 4:05 (N.D'Angelo)
6. Dduje core pazze – 4:20 (N.D'Angelo)
7. A nu passo d' 'a città – 4:16 (N.D'Angelo/C.Tortora/N.D'Angelo)
8. Guaglio' – 4:04 (N.D'Angelo)
9. Dint' 'a sta' malincunia – 4:23 (N.D'Angelo)
10. E io te credo – 4:00 (N.D'Angelo)

## Formazione
- Nino D'Angelo - voce
- Agostino Mennella - batteria, percussioni
- Luciano Ciccaglioni - chitarra
- Pippo Matino - basso
- Nuccio Tortora - tastiera, programmazione
- Alessandro Centofanti - pianoforte
- Gino Evangelista - oud, chitarra portoghese, mandolino, ottavino, flauti, marranzano
- Daniele Sepe - sax, ocarina
- Michele Signore - violino elettrico
- Claudio Catalli - fisarmonica
- Brunella Selo - coro
- Francesco Castiglia - coro
- Gianni Ruggiero e Fabrizio Vanni - mixaggio